# Верник, Эмиль Григорьевич
Эми́ль Григо́рьевич Ве́рник (4 сентября 1924, Одесса, СССР — 9 апреля 2021, Москва, Россия) — главный режиссёр литературно-драматического вещания Всесоюзного радио (1969—2002), народный артист Российской Федерации (1999).

## Биография
Родился 4 сентября 1924 года в Одессе. Спустя пять лет с семьёй родителей переехал в Харьков. В июне 1941 года, после окончания школы, успешно сдал экзамены в Украинский театральный институт.
В сентябре 1941 года, когда нацистские войска стали подходить к Харькову, семья эвакуировалась в Казахстан, где Верник работал в свиносовхозе, организовал при местном клубе драмкружок. Во время войны Украинский театральный институт находился в эвакуации в Саратове, куда по своей инициативе отправился Эмиль Григорьевич. В Саратове в то время находился московский ГИТИС, который был объединён с Украинским институтом на правах украинского отделения. Студенты института участвовали в спектаклях Саратовского театра оперы и балета. Так в спектакле «Пиковая дама» появились студенты ГИТИСа — Эмиль Верник, Николай Богатырёв и Сергей Глазырин.
В 1946 году Верник окончил актёрский факультет Государственного института театрального искусства имени А. В. Луначарского.
С 1947 по 1958 год — актёр и режиссёр театра «Московские литературные чтения». С 1958 года стал работать в качестве режиссёра на Всесоюзном радио (его наставником был режиссёр В. С. Гейман), а с 1969 по 2002 год был главным режиссёром литературно-драматического вещания. Под его руководством было осуществлено более 200 радиопостановок.
С 1970 года проводил двуязычные литературные вечера с участием советских и зарубежных артистов.
Преподавал на кафедре мастерства актёра Школы-студии МХАТ (доцент Школы-студии МХТ имени Чехова), профессор Института повышения квалификации работников телевидения и радиовещания. Член Союза театральных деятелей.
Скончался 9 апреля 2021 года в возрасте 96 лет от остановки сердца в Первой городской больнице Москвы, куда был госпитализирован накануне.
Церемония прощания прошла 13 апреля 2021 года в портретном фойе МХТ им. А. П. Чехова. Похоронен на Востряковском кладбище (центральная территория, 4 участок).

## Семья
- Жена (1957—2009) — Анна Павловна Верник (18 августа 1927 — 10 июня 2009), педагог музыкальной школы.
  - Сын жены от первого брака — Ростислав Дубинский[9].
  - Сын — Игорь Эмильевич Верник (род. 11 октября 1963), актёр, телеведущий, певец, народный артист Российской Федерации (2016).
    - Внук — Григорий Верник (род. 30 ноября 1999), российский актёр.

  - Сын — Вадим Эмильевич Верник (род. 11 октября 1963), теле- и радиоведущий, главный редактор журнала «ОК!», заместитель художественного руководителя МХТ имени А. П. Чехова.

## Звания и награды
- Заслуженный артист РСФСР (1975).
- Заслуженный деятель искусств Российской Федерации (1995)[10].
- Народный артист Российской Федерации (1999)[11].
- Знак отличия «За заслуги перед Москвой» (2019)[12].